# Фусинь
Фуси́нь (кит. упр. 阜新, пиньинь Fùxīn) — городской округ в провинции Ляонин КНР.

## История
В 1903 году в этих местах был образован уезд Фусинь. Иероглифы для названия (阜新 — «курган» и «новое») были взяты из фразы «物阜民丰，焕然一新».
После Синьхайской революции эти земли оказались в составе Специального административного района Жэхэ, впоследствии преобразованного в провинцию Жэхэ. В 1933 году Жэхэ была захвачена Маньчжоу-го. В 1940 году урбанизированная часть уезда Фусинь была выделена в город Фусинь, а оставшаяся часть уезда была преобразована в хошун Тумэд-Цзоци (土默特左旗). После капитуляции Японии в 1945 году гоминьдановские власти воссоздали уезд и ликвидировали город, который, став посёлком Хайчжоу, опять вошёл в состав уезда Фусинь. Сами уезды Фусинь и Чжанъу были включены в состав новой провинции Ляобэй.
После того, как во время гражданской войны эти земли перешли под управление коммунистов, город Фусинь был создан вновь. В 1949 году эти земли вошли в состав провинции Ляоси. В 1954 году провинции Ляоси и Ляодун были объединены в провинцию Ляодун. В 1956 году уезды Фусинь и Чжанъу вошли в состав Специального района Цзиньчжоу (锦州专区), а город Фусинь стал городом провинциального подчинения. В 1958 году уезд Фусинь был преобразован в Фусинь-Монгольский автономный уезд. В 1959 году уезд Чжанъу и Фусинь-Монгольский автономный уезд были переданы под юрисдикцию Фусиня.

## Административно-территориальное деление
Городской округ Фусинь делится на 5 районов, 1 уезд, 1 автономный уезд:
| Карта | Карта                              | Карта                              | Карта            | Карта                    | Карта                   | Карта         | Карта                      |
| ----- | ---------------------------------- | ---------------------------------- | ---------------- | ------------------------ | ----------------------- | ------------- | -------------------------- |
|       |                                    |                                    |                  |                          |                         |               |                            |
| #     | Статус                             | Название                           | Иероглифы        | Пиньинь                  | Население (2003, прим.) | Площадь (км²) | Плотность населения (/км²) |
| 1     | Район                              | Хайчжоу                            | 海州区           | Hǎizhōu qū               | 280 000                 | 97            | 2887                       |
| 2     | Район                              | Синьцю                             | 新邱区           | Xīnqiū qū                | 90 000                  | 128           | 703                        |
| 3     | Район                              | Тайпин                             | 太平区           | Tàipíng qū               | 180 000                 | 108           | 1667                       |
| 4     | Район                              | Цинхэмэнь                          | 清河门区         | Qīnghémén qū             | 70 000                  | 105           | 667                        |
| 5     | Район                              | Сихэ                               | 细河区           | Xìhé qū                  | 160 000                 | 126           | 1270                       |
| 6     | Уезд                               | Чжанъу                             | 彰武县           | Zhāngwǔ xiàn             | 420 000                 | 3635          | 116                        |
| 7     | Фусинь-Монгольский автономный уезд | Фусинь-Монгольский автономный уезд | 阜新蒙古族自治县 | Fùxīn Měnggǔzú zìzhìxiàn | 730 000                 | 6246          | 117                        |